# Honey Stories
『Honey Stories』（ハニー・ストーリーズ）は、2019年7月17日にavex traxから発売された宇野実彩子1作目のスタジオ・アルバム。

## 背景
3rdシングル『mint』の発売日である5月15日にお台場ヴィーナスフォートで開催したシングル発売記念イベントにて本作の発売を発表した。

## 解説
8曲目「LOST」以外の全曲を宇野自身が作詞を手掛け、久保田真悟・栗原暁・前田佑・イワツボコーダイらを作家陣に迎え、これまでに発売した先行シングル3曲全て含む全13曲。

## リリース形態
CD+2DVD+フォトブック、CD+2Blu-ray+フォトブック、CD+2DVD、CD+2Blu-ray、CD+MV収録DVD、CDの6形態で発売。

## ディスクジャケット
美背中を大胆に披露し、モノクロの中にも大人の女性らしさを醸し出している。

## 収録曲

### CD（CD共通）
1. dream girl [3:45]
  - 作詞：宇野実彩子　作曲：久保田真悟・栗原暁・前田佑
  - 編曲：前田佑・久保田真悟
  - アルバム新録曲・ラグーナテンボス 夏キャンペーンソング
2. Lock on [3:17]
  - 作詞：宇野実彩子　作曲・編曲：久保田真悟・栗原暁・前田佑
3. mint [3:56]
  - 作詞：宇野実彩子　作曲：Sugaya Bros.++Miss-art
  - 編曲：Sugaya Bros．
  - 「ASPLUSH」TV-CMソング
4. Lullaby feat. Misako Uno (AAA) [3:24]
  - 日本語詞：宇野実彩子
  - 作詞・作曲：Bruce Fielder,Jess Glynne,Andrew Bullimore,Janee Bennett,Joakim Jarl,Josh record
5. 咲いた春と共にあなたへ贈る言葉 [3:25]
  - 作詞：宇野実彩子　作曲：Miss-art+SiZK　編曲：SiZK
  - 「JAL 浪漫旅行 2019」イメージソング
6. ヨルソラ [3:54]
  - 作詞：宇野実彩子　作曲：Emyliｉ,Josef Melin　編曲：Josef Melin
  - 新潟の結婚式場「ジオ・ワールド・ビップ[13]」CMソング
7. Black Cherry [3:07]
  - 作詞：宇野実彩子　作曲：Jorden Milnes,Steve Mcgill
  - 編曲：Jorden Milnes
  - アルバム新録曲
8. LOST [3:16]
  - アルバム新録曲
9. どうして恋してこんな [4:28]
  - 作詞：宇野実彩子　作曲：久保田真悟・KOUDAI IWATSUBO
  - 編曲：久保田真悟
  - ラグーナテンボス 冬キャンペーンソングCMソング
10. Summer Mermaid [4:03]
  - 作詞：宇野実彩子　作曲：久保田真悟・KOUDAI IWATSUBO
  - 編曲：久保田真悟
  - 脱毛サロン「ラドルチェ」[14]TV-CMソング
11. Honey Story [3:35]
  - 作詞：宇野実彩子　作曲：Chris Wahle,LEONALION
  - 編曲：Chris Wahle
  - アルバム新録曲
12. マイフレンド [4:15]
  - 作詞：宇野実彩子　作曲：久保田真悟・KOUDAI IWATSUBO
  - 編曲：久保田真悟
  - アルバム新録曲・「JAL うの旅 in Hawaii」イメージソング
13. #one_love_pop [3:42]
  - 作詞：宇野実彩子
  - 作曲・編曲：久保田真悟・栗原暁・前田佑

### DVD / Blu-ray＜Music Clip＞
- どうして恋してこんな (Music Clip)
- Summer Mermaid (Music Clip)
- mint (Music Clip)
- LOST (Music Clip)
- どうして恋してこんな (Making Movie)
- Summer Mermaid (Making Movie)
- mint (Making Movie)
- LOST (Making Movie)
- ＜特典映像＞

『Honey Stories』Special Document

### DVD / Blu-ray＜Live＞
UNO MISAKO LIVE TOUR 2018-2019 "First love" 2019.2.7 NHKホール
OPENING
1. Lock on
2. As I am -First love Edition-
3. Jewel
4. Summer Mermaid
5. ココア
6. ヨルソラ
7. Black Cherry
8. Just a game.
9. Lullaby feat. Misako Uno (AAA)
10. HORIZON
11. どうして恋してこんな
ENCORE
12. めずらしい夜
13. 咲いた春と共にあなたへ贈る言葉
14. Day by day
15. #one_love_pop

＜特典映像＞
- MC1
- MC2
- NEWS UNO1
- NEWS UNO2
- UNO MISAKO LIVE TOUR 2018-2019 "First love" 2019.2.7 NHKホール バックステージ・メイキング